# Miss Europe 1982

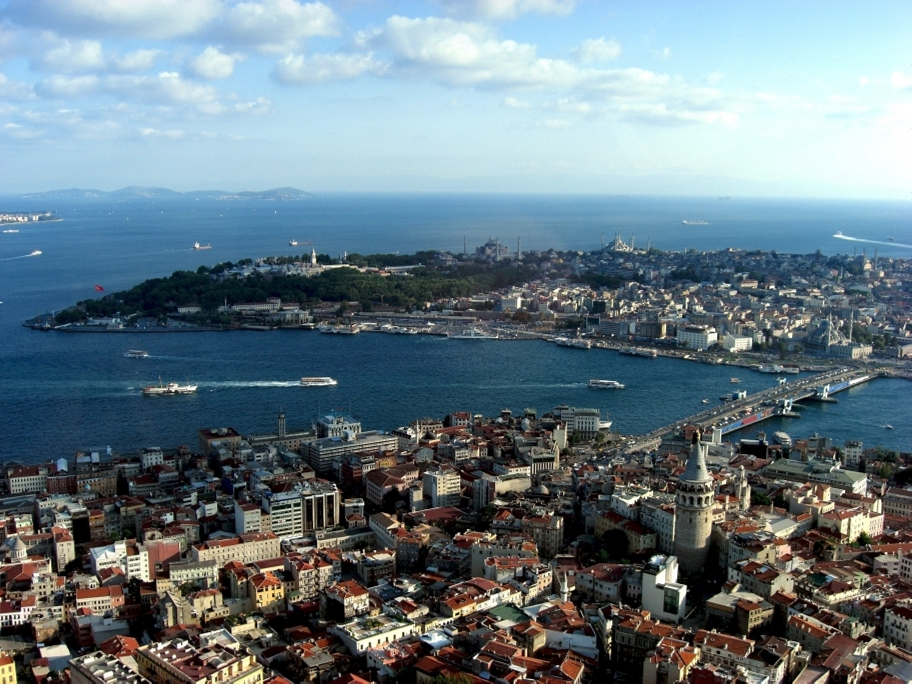
Blick auf Istanbul, Ort der Veranstaltung

Der Wettbewerb um die Miss Europe 1982 war der einunddreißigste seit 1948, den die Mondial Events Organisation (MEO) durchführte. Sie war von den Franzosen Roger Zeiler und Claude Berr ins Leben gerufen worden, hatte ihren Sitz in Paris und arrangierte den Wettbewerb bis 2002.
Die Kandidatinnen waren in ihren Herkunftsländern von nationalen Organisationskomitees ausgewählt worden, die mit der MEO Lizenzverträge abgeschlossen hatten. Dabei muss es sich nicht in jedem Fall um die Erstplatzierte in ihrem nationalen Wettbewerb gehandelt haben.

## Miss Europe 1982
Die Veranstaltung fand am 11. Juni 1982 im türkischen Istanbul statt. Es gab 23 Bewerberinnen.
| Land                    | Schreibweise bei Pageantopolis | Schreibweise in der Heimatsprache           | Teilnahme an weiteren Wettbewerben                                                                                  |
| ----------------------- | ------------------------------ | ------------------------------------------- | --- |
| Platzierungen           |                                |                                             | |
| 1. Türkei               | Nazli Deniz Kuruoglu           | Nazlı Deniz Kuruoğlu                        | |
| 2. Schweden             | Annelie Margareta Sjöberg      | Annelie Margareta Sjöberg                   | Miss World 1982 |
| 3. Spanien              | Cristina Pérez Cottrell        | Cristina Pérez Cottrell                     | Miss World 1981, Miss Universe 1982                                                                                 |
| 4. Wales                | Caroline Jane Williams         |                                             | Miss Young International 1981: Semifinale, Miss Intercontinental 1982: Platz 2, Miss International 1982: Semifinale |
| 5. Portugal             | Ana Maria Valdiz Wilson        | Ana Maria Valdiz Wilson                     | Miss Universe 1982                                                                                                  |
| Top 10                  |                                |                                             | |
| BR Deutschland          | Bettina Seylert                | Bettina Seyler                              | Miss Teen Intercontinental 1981: Platz 3                                                                            |
| Finnland                | Tarja Hakakoski                | Tarja Hakakoski                             | |
| Frankreich              | Sabrina Belleval               | Sabrina Belleval                            | |
| Holland                 | Brigitte Dierickx              | Brigitte Dierickx                           | Miss Universe 1982                                                                                                  |
| Schweiz                 | Jeannette Linkenheil           | Jeannette Linkenheil                        | Miss World 1980, Miss Universe 1982                                                                                 |
| Weitere Teilnehmerinnen |                                |                                             | |
| Belgien                 | Marie-Pierre Lemaître          |                                             | Miss Universe 1982, Miss World 1982                                                                                 |
| Dänemark                | Tina Maria Nielsen             |                                             | Miss Universe 1982, Miss World 1982                                                                                 |
| England                 | Jane Karen Davidson            |                                             | |
| Gibraltar               | Michelle Lara                  | Michelle Lara                               | |
| Griechenland            | Nantina Synnefia               | Κωνσταντίνα Συννεφιά (Konstantina Synnefia) | |
| Irland                  | Geraldine Mary McGrory         | Geraldine Mary McGrory                      | Miss World 1981: Semifinale, Miss Universe 1982                                                                     |
| Island                  | Hlin Sveinsdóttir              | Hlín Sveinsdóttir                           | |
| Italien                 | Ivana Gianferdi                | Ivana Gianferdi                             | |
| Luxemburg               | Brigitte Hlywiak               |                                             | |
| Malta                   | Adelina Camilleri              | Adelina Camilleri                           | Miss World 1982 |
| Norwegen                | Anne Nybo                      |                                             | |
| Österreich              | Karin Stocklitsch              |                                             | |
| Schottland              | Lena Masterton                 | Lena Masterton                              | Miss International 1982, Miss Intercontinental 1982                                                                 |

## Wettbewerb des „Comité Officiel et International Miss Europe“
Von 1951 bis 2002 gab es einen rivalisierenden europäischen Wettbewerb, durchgeführt vom Comité Officiel et International Miss Europe. Dies wurde 1950 von Jean Raibaut in Paris gegründet, der Sitz später nach Marseille verlegt. Die Siegerinnen trugen unterschiedliche Titel wie Miss Europa, Miss Europe oder auch Miss Europe International.
Er fand im Februar 1982 in der griechischen Hauptstadt Athen statt. Weder die Siegerin noch die Anzahl der Bewerberinnen sind dokumentiert.
Unter den Teilnehmerinnen
- Finnland: Mirja Riita Helenius / Mirja-Riitta Helenius
- Niederlande: Margot Keune[6]